# One for Sorrow
One for Sorrow – piąty studyjny album fińskiego zespołu melodic deathmetalowego Insomnium, wydany 25 października 2011 roku przez wytwórnię płytową Century Media Records.

## Lista utworów
Opracowano na podstawie materiału źródłowego.
| One for Sorrow | One for Sorrow              | One for Sorrow |
| Nr             | Tytuł utworu                | Długość        |
| -------------- | --------------------------- | -------------- |
| 1.             | „Inertia”                   | 03:43          |
| 2.             | „Through the Shadows”       | 04:31          |
| 3.             | „Song of the Blackest Bird” | 07:29          |
| 4.             | „Only One Who Waits”        | 05:17          |
| 5.             | „Unsung”                    | 05:04          |
| 6.             | „Every Hour Wounds”         | 05:25          |
| 7.             | „Decoherence”               | 03:18          |
| 8.             | „Lay the Ghost to Rest”     | 07:46          |
| 9.             | „Regain the Fire”           | 04:27          |
| 10.            | „One for Sorrow”            | 06:07          |
|                |                             | 53:07          |

## Twórcy
Opracowano na podstawie materiału źródłowego.
Zespół Insomnium w składzie
- Markus Hirvonen - perkusja
- Ville Friman - gitara, instrumenty klawiszowe, wokal
- Niilo Sevänen - wokal, gitara basowa
- Ville Vänni - gitara

oraz
- Aleksi Munter - instrumenty klawiszowe
- Daniel Antonsson - gitara